# Lago Kumpupintil
El lago Kumpupintil, anteriormente conocido como lago Disappointment (en inglés: Disappointment Lake, que significa literalmente «lago Decepción») es un lago salado de Australia, localizado en la parte central del estado de Australia Occidental, al oeste del desierto de Gibson.
Fue bautizado por Frank Hann en 1897 mientras exploraba Pilbara, alrededor del río Rudall. Hann notó que los arroyos fluían hacía el interior del continente, y los siguió esperando encontrar un gran lago de agua dulce; pero al llegar, era salado, por lo que se decepcionó, de donde surgió el nombre.
El lago es hogar de algunas especies de aves acuáticas.